# ديما ولما حطاب
'ديما ولما حطاب' (ولدتا في 31 كانون الأول/ديسمبر 1980) أختان توأمان من الأردن، اشتهرتا لكونهما أول عداءات ألتراماراثون في الشرق الأوسط مشاركةً في سباق التحمل الشهير الماراثون. وتعزز التوأمان رياضة الركض  في الشرق الأوسط، ولا سيما بين النساء. قامتا بتنظيم ماراثون جبل أيسرين بالتعاون مع الماراثون الإنساني العالمي ومؤسسة تراراثون، وهو سباق سنوي شهير يجري في وادي رم في الأردن.
لما حطاّب هي رياضية أردنية مُناصِرة للمشاركة الشبابية والنسائية في الرياضة واشتهرت بكونها أول عدّاءة ماراثون أردنية، وأول مشاركة من النساء في سباق الألترا-ماراثون في منطقة الشرق الأوسط، وهي مؤيدة وبشغف لمشاركة الشباب والنساء في الرياضة على مستوى الشرق الأوسط. كما تُرجمت مسيرتها الرياضية في الركض إلى مسيرة مهنية في بناء السلام من خلال الرياضة في المجتمعات التي تشهد صراعات عنيفة في جميع أنحاء العالم.

## حياتها الشخصية
ولدت لما في عمّان، الأردن. وقد كانت مهتمة في مختلف الأنشطة والفعاليات على الدوام حيث شاركت باستمرار في الأنشطة الرياضية والأنشطة الخارجية الأخرى، لحين ما بدأت في ممارسة رياضة الركض لأول مرة عندما كانت في السادسة عشرة من عمرها. وتدرّبت مع شقيقتها التوأم ديما، حيث ركّزتا على الجري السريع لمسافات قصيرة تتراوح بين 400 و800 متر. وسرعان ما استحوذت قدراتها الطبيعية على اهتمام المدرب أحمد المصري الذي بدأ بتدريب لما على مبادئ أكثر دقة فيما يتعلق بالركض لمسافات قصيرة.
بعد ذلك بعامين، تعرّفت لما على المدربة سهام نعيمات، وهي امرأة دفعت لما إلى التطلع إلى ما هو أبعد واغتنام الفرص المتاحة في الركض لمسافات طويلة. وتحت إشرافها، شاركت لما في أول سباق لمسافات طويلة، وهو سباق النصف ماراثون في البحر الميت، حيث احتلت فيه المركز الثالث مما أهّلها للترشح للانضمام إلى الفريق الأردني. أصبحت لما في وقت لاحق واحدة من امرأتين اثنتين فقط في الفريق الذي كان يتألف بشكل كامل من الرجال باستثنائها هي وشقيقتها التوأم.
ومنذ ذلك الحين، حصلت لما على المراكز الثلاثة الأولى في 18 سباقاً رائعاً ضمن السباقات الـ 23 التي شاركت بها. وكانت من الأنشطة الأكثر تحديّاً التي شاركت بها لما ماراثون الرمال (MDS) بمسافة 251 كم عبر جنوب الصحراء الكبرى في المغرب، وماراثون كأس الصحراء، الذي خاضت التنافس فيه ثلاث مرات من 2000 - 2002، ودورة الألعاب العربية التي أقيمت في الأردن. وعلى الرغم من أن رغبتها وموهبتها واصلتا دفعها للوصول إلى مستويات جديدة، إلا أن لما كافحت لإيجاد التمويل اللازم؛ وهو تحدٍ يمكن أن يُعزى إلى حد كبير إلى كونها لاعبة رياضية أنثى في الشرق الأوسط. ومع ذلك، فإنها لم تدع مسألة عدم توفّر التمويل تمنعها من السعي لتحقيق أهدافها.

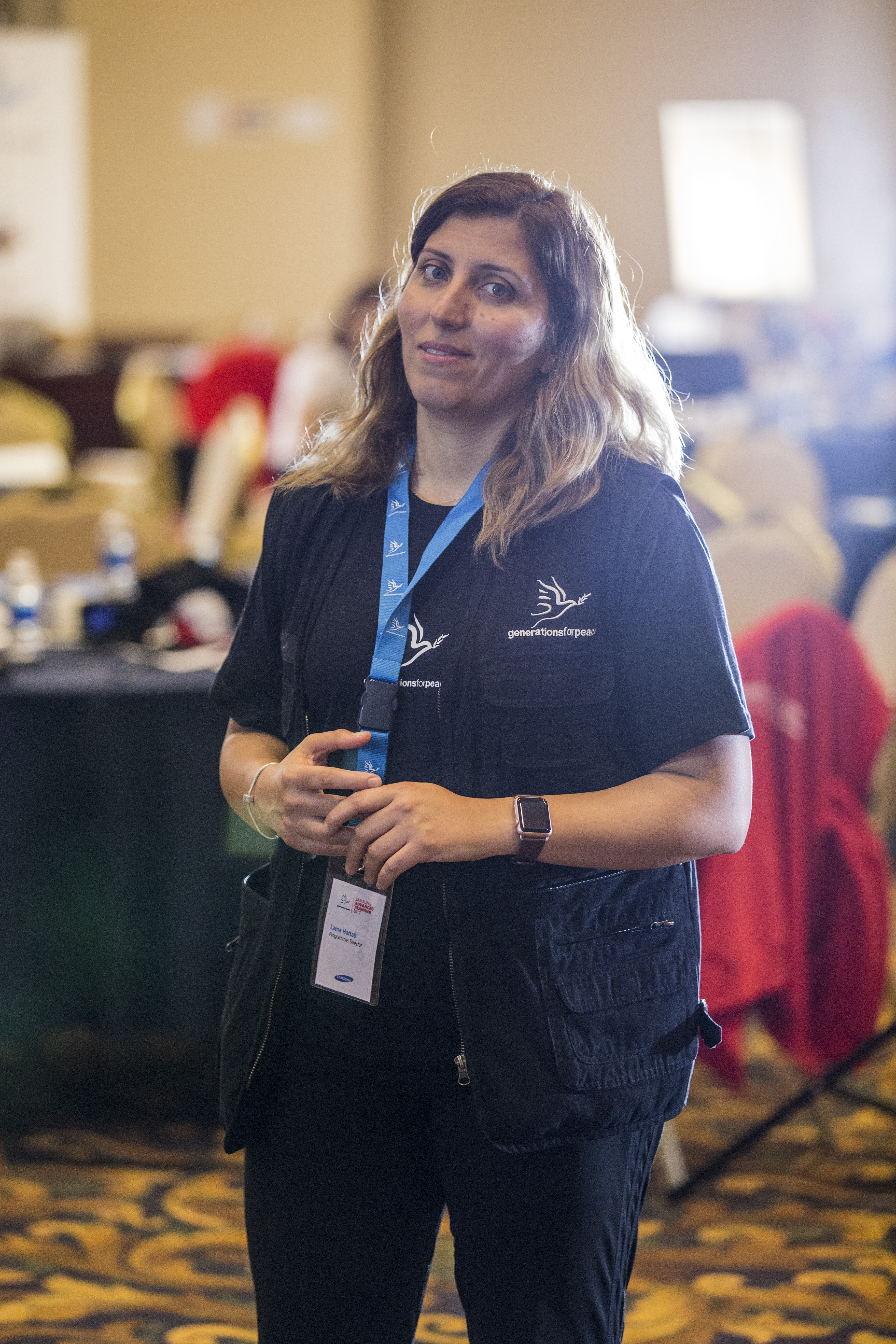
لما خلال التدريب في هيئة أجيال السلام

إن شغف لما تجاه رياضة الركض ألهمها لإقامة سباق ماراثون جبل عشرين الخيري، وهو سباق يهدف إلى تشجيع الأشخاص الذين قد لا يشاركون في العادة في رياضة الركض على تحدي أنفسهم لأغراض خيرية. وبعد أن حققت لما نجاحاً في سباقات المسافات الطويلة، أصبحت تتطلع على آفاق جديدة: تسلّق الجبال. فقد كانت لما وشقيقتها التوأم ديما تسعيان إلى تسلق جبل إيفرست في عام 2009، ولكن عدم توفّر التمويل اللازم تطلب منهن تأجيل هذا الهدف. ومع ذلك، فإن استعدادها للتسلق قادها للمشاركة في تدريب مكثف في ألاسكا وتسلق أعلى قمة في العالم العربي: جبل توبقال في المغرب الذي يبلغ ارتفاع قمته 4167 متراً.

## حياتها المهنية
تخرجت لما من جامعة النيلين بشهادة في تخصص تكنولوجيا المعلومات وحصلت لاحقاً على درجة الماجستير في التعايش الاجتماعي وحل النزاعات من جامعة كاتالونيا المفتوحة. وقد استفادت من خبرتها في المجال الأكاديمي والرياضي في توجيهها نحو مسيرة مهنية تولّت فيها مختلف المناصب في اللجنة الأولمبية الأردنية، ونادي إكستريم الأردن، والمنظمة الإنسانية العالمية لتنظيم الماراثون والألترا-ماراثون، والمركز الأردني الدولي لتدريب الشرطة - شعبة الأمن.
ومن خلال منصب مديرة البرامج الذي تشغله لما حالياً في هيئة أجيال السلام، فهي قادرة على السعي وراء شغفها تجاه بناء السلام من خلال الرياضة. كما تسمح لها وظيفتها بالعمل مع المتطوعين من البلدان المتأثرة بالنزاعات في جميع أنحاء العالم، وذلك باستخدام الرياضة وغيرها من الأدوات القيّمة لمساعدة الشباب على بناء السلام من القواعد الشعبية. وقد شكّل عملهم الجاد والتزامهم وتصميمهم على تحويل الصراع والحد من العنف في مجتمعاتهم مصدراً رئيسياً لإلهام لما. وهي تقوم الآن بالمساعدة في إدارة مجموعة من البرامج التي تمكّن النساء والشباب من السعي نحو تحقيق الأفضل لأنفسهم ولمجتمعاتهم، بينما تتولى قيادة فريق في هيئة أجيال السلام يساعدها في هذه الجهود.

## حياتها المستقبلية
لما عازمة على مواصلة بذل الجهود لإظهار الأمور التي تستطيع المرأة القيام بها للعالم بأسره – وخاصة النساء من الشرق الأوسط – وإلهام الآخرين للقيام بالأمر ذاته. ولأنها تبحث دائماً عن طرق جديدة لتحدي نفسها، ستبدأ لما في شهر أبريل 2018 في رحلة تسلق جبل لوبوش في نيبال، الذي ترتفع قمته نحو 6150 متراً – وهو يبلغ تقريباً ¾ ارتفاع جبل إيفرست، والذي لا تزال تخطط لتسلقه في عام 2019، بعد عشر سنوات من الموعد المخطط له أصلاً.'